# Cordillera Lebombo

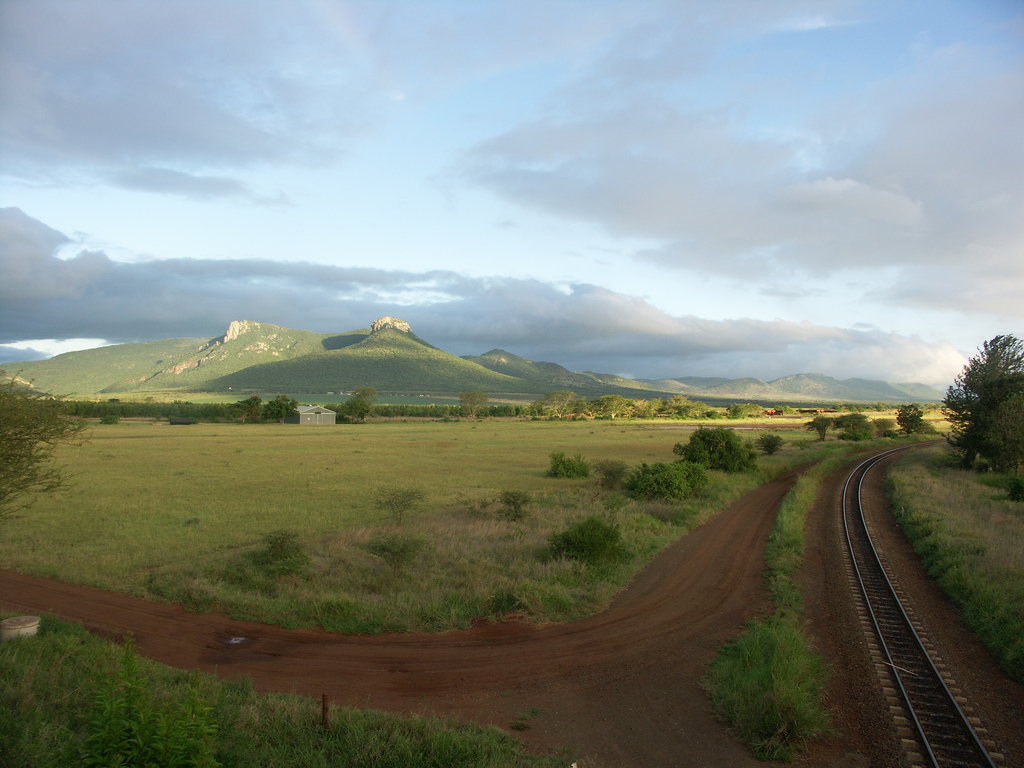
Parte de la cordillera de Lebombo, incluyendo Ghost Mountain. Vista desde Mkuze, KwaZulu-Natal, Sudáfrica.

La cordillera de Lebombo se extiende desde Hluhluwe en la provincia de KwaZulu-Natal en Sudáfrica hasta el sur de Punda María en la provincia de Limpopo, también en Sudáfrica a lo largo de unos 800 km. Atraviesa Suazilandia de norte a sur por su extremo oriental dando nombre al distrito de Lubombo y se extiende también por el sudoeste de Mozambique.
La cordillera está compuesta de rocas de origen volcánico. El nombre de Lebombo deriva de la palabra zulú Ubombo, que significa gran nariz.
El parque nacional Kruger protege parte de la cordillera.
Existen yacimientos de fósiles humanos con una antigüedad de 37 000 años en la zona. Se han encontrado allí los primeros objetos de uso matemático conocidos; entre ellos el Hueso Lebombo, una pequeña pieza de peroné de un mandril con 29 muescas que recuerda los bastones-calendario que todavía hoy en día usan algunos clanes Bushmen de Namibia.
- Datos: Q1501766
- Multimedia: Lebombo Mountains / Q1501766